# Grammoptera debilipes
Grammoptera debilipes är en skalbaggsart som först beskrevs av Holzschuh 1991.  Grammoptera debilipes ingår i släktet Grammoptera och familjen långhorningar. Inga underarter finns listade i Catalogue of Life.